# Galeano Blanca Rosa c/Piglia, Ricardo y otro s/daños y perjuicios
La causa civil argentina caratulada Galeano Blanca Rosa c/Piglia, Ricardo y otro s/daños y perjuicios se origina principalmente por el reclamo contra el escritor Ricardo Piglia por relatar detalles reales de la demandante. En la novela Plata quemada, basada en un caso delictivo de la década de 1960, se relatan tangencialmente hechos relacionados con la demandante, Blanca Galeano. En esa época, ella tenía 15 años y era novia del delincuente Carlos Alberto "El Cuervo" Merele. En 2003, la Cámara Nacional de Apelaciones en lo Civil falló definitivamente en contra del reclamo.
El libro relata cómo se conocieron, que la demandante se encontraba en el departamento de la calle Arenales que sirvió de piso franco, y que fue detenida cuando el resto de la banda se había fugado hacia Uruguay. También relata que a raíz de la causa penal pasó un tiempo en la cárcel de Olmos, donde dio a luz a su hijo Carlos Alberto. Puntualmente ese detalle —el nacimiento de Carlos Alberto en el penal— es el eje del reclamo de un millón de pesos. Galeano manifiesta que el hijo desconocía tanto la identidad de su padre como la relación con dicho hecho policial.
El fallo rechaza el reclamo tomando en consideración principalmente dos hechos. El primero es que los hechos ya habían sido difundidos masivamente a través de medios de comunicación, mucho antes de la publicación del libro. El segundo hecho, es la naturaleza y características de la obra: “el género literario dentro del que se enrola la obra, la comprobada participación de la actora en el hecho delictivo que relata –que admitió una relevante difusión en los medios de comunicación de la época– y la escasa importancia que reviste su personaje dentro de la narración, son aspectos que justifican la necesidad de preservar el derecho de Ricardo Piglia de contar la historia tal como fue concebida y ampararlo contra demandas que persiguen el resarcimiento de daños de cuestionable procedencia y escasa entidad”.
También, otorga más importancia al derecho de libertad de expresión que al de olvido; indica que “frente a las particularidades del caso bajo estudio, la eventual facultad de la accionante de mantener ocultos a su familia y a su círculo social y laboral los tristemente célebres acontecimientos que protagonizara en su adolescencia, no puede imponerse a la libertad de expresión que asiste al autor de publicar una novela que se base en hechos policiales de pública difusión”. Y, a pesar de no reconocer la validez del reclamo, el fallo además expresa que la “suma pretendida en la demanda resulta desproporcionada”.